# Província de Echizen
Echizen (越前国, Echizen no kuni) foi uma antiga província do Japão, que é hoje a parte norte da  prefeitura de Fukui.

Mapa das Províncias Japonesas (1868) com a Província de Echizen marcada

Echizen é famosa pelo Washi (papel artesanal tradicional). Um texto datado de 774 menciona o washi feito nesta área e ainda hoje é o papel artesanal tradicional mais vendido no Japão. Echizen é também muito famosa pela sua Cerâmica.  É um dos chamados seis antigos centros de queima de cerâmica do Japão (os outros são: Shigaraki, Bizen, Seto, Tamba, e Tokoname) e altamente reverenciada pela comunidade internacional da arte em cerâmica.
A antiga capital acredita-se, era localizada na região de Takefu, mas durante o Período Sengoku a província foi dividida entre muitos feudos e no Período Edo, o daimyo do (Domínio de Fukui) manteve o seu trono em Fukui.

## Echizen Gonmori
- Sanjō Sanechika (1212 - 1217)
- Kasannoin Michimasa (1248 - 1250)